# Список умерших в 1160 году

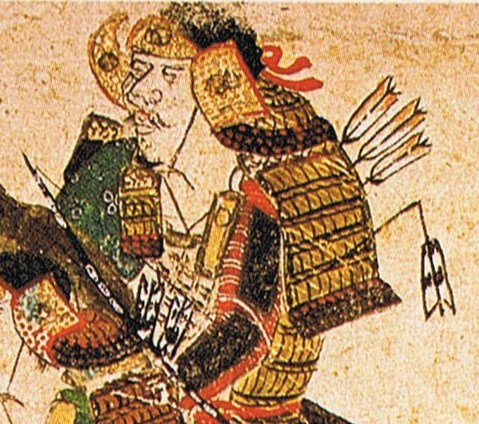
Минамото-но Ёситомо

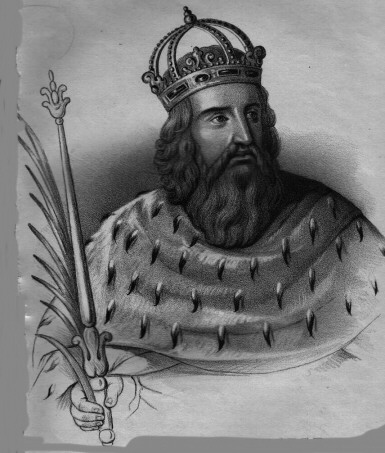
Эрик IX Святой

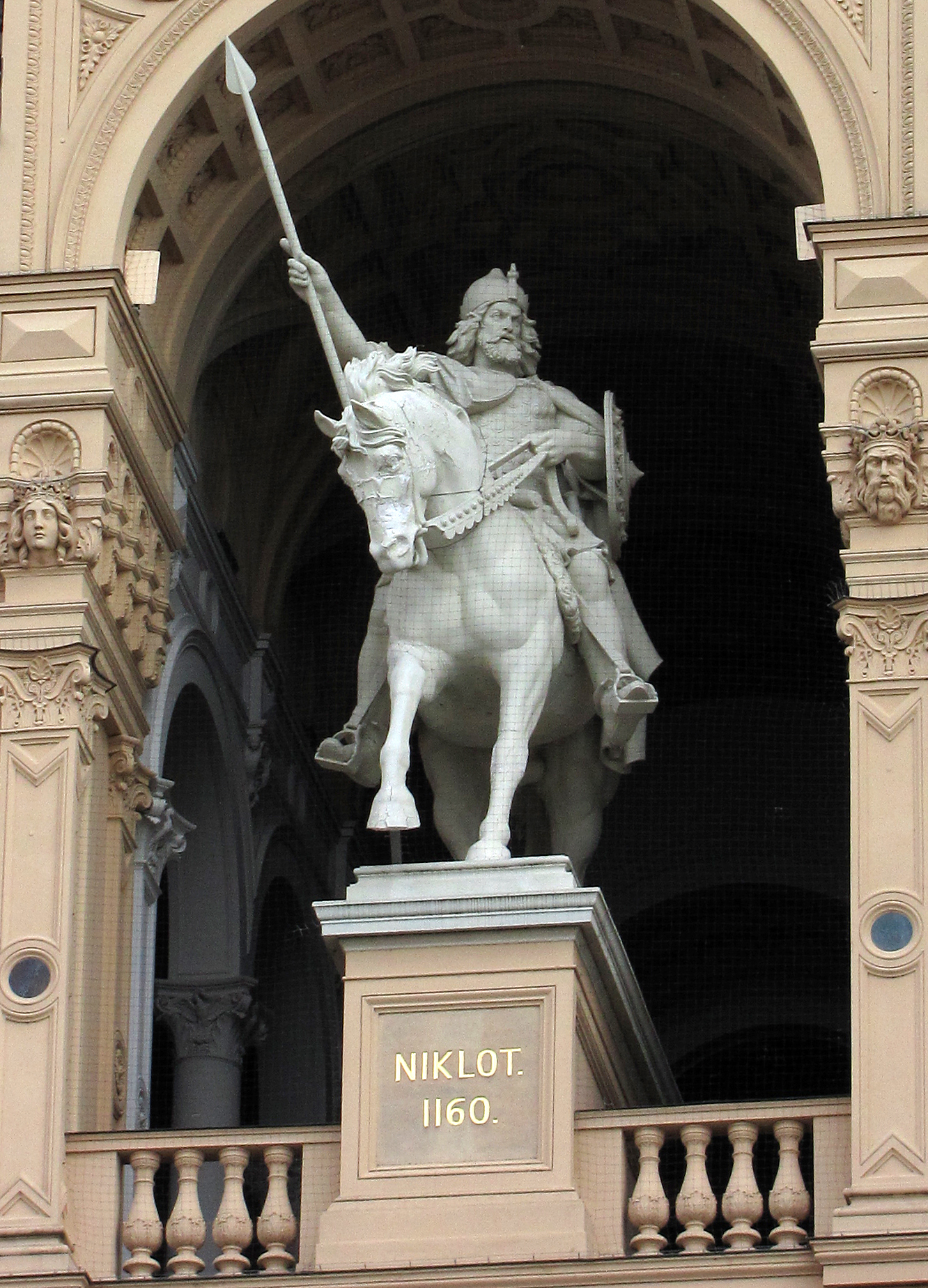
Никлот

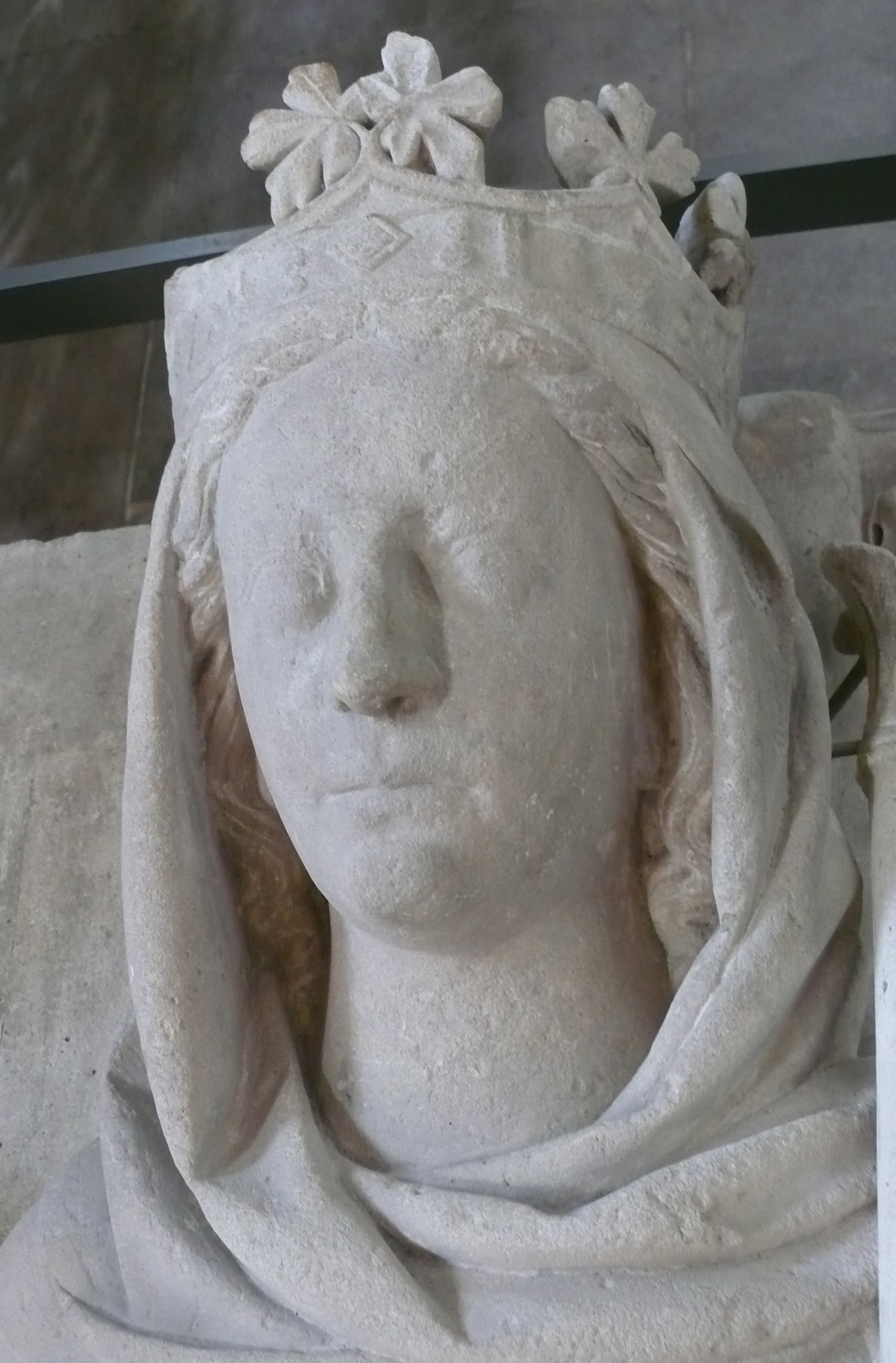
Констанция Кастильская

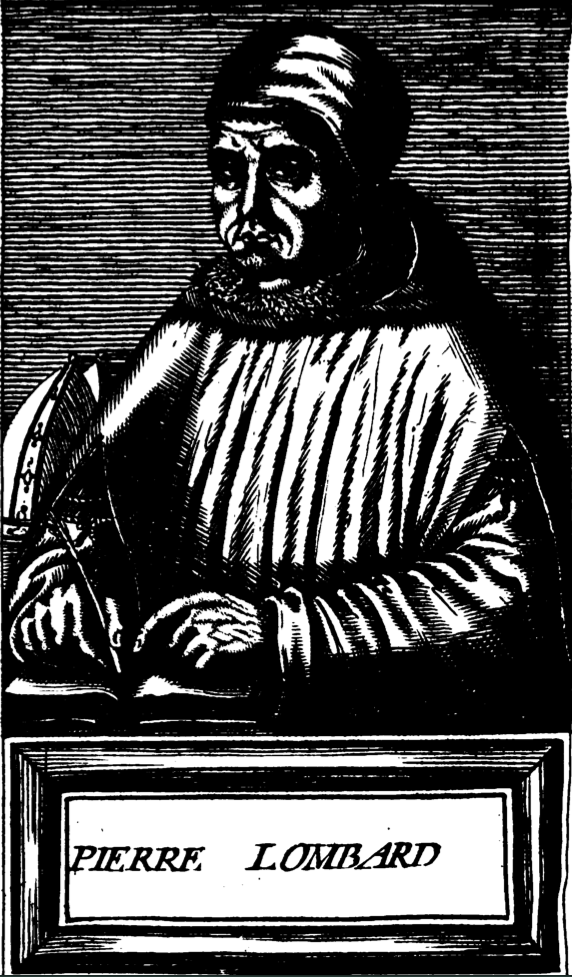
Пётр Ломбардский

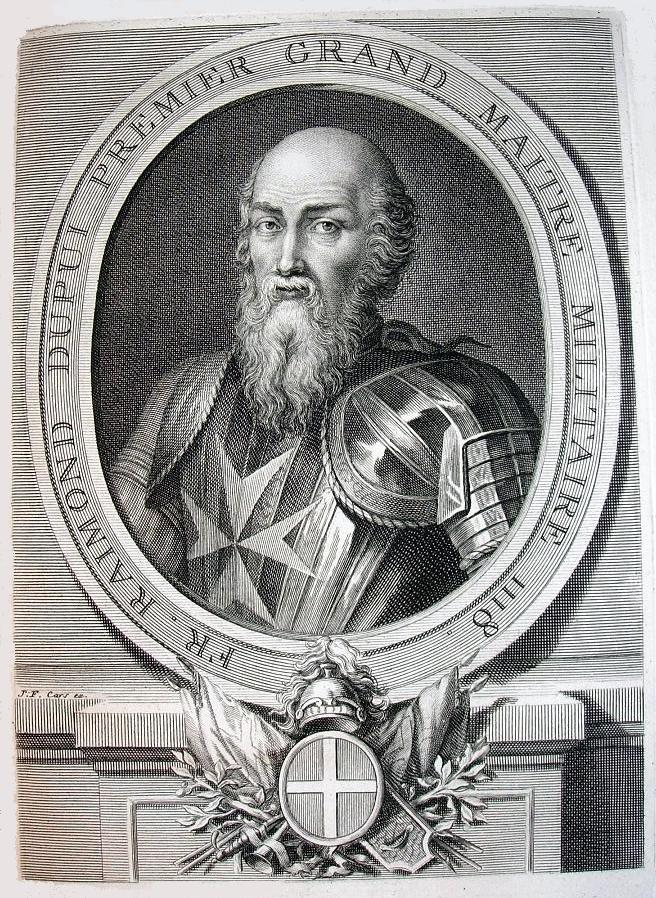
Раймонд де Пюи

В этой статье представлен список известных людей, умерших в 1160 году.
См. также: Категория:Умершие в 1160 году

## Январь
- 16 января — Герман III — маркграф Бадена (1130—1160), маркграф Веронской марки (1151—1160)
- 23 января — Фудзивара-но Митинори — учёный-конфуцианец и буддийский монах конца периода Хэйан, советник японского императора Нидзё, погиб в результате заговора.

## Февраль
- 6 февраля — Фудзивара-но Нобуёри — один из главных союзников Минамото-но Ёситомо в смуте Хэйдзи, убит
- 11 февраля — Минамото-но Ёситомо — японский политический деятель и полководец конца периода Хэйан, участник смуты Хогэн, один из организаторов антиправительственной смуты Хэйдзи 1159 года. Убит.

## Март
- 12 марта — Мухаммад аль-Муктафи — багдадский халиф из династии Аббасидов (1136—1160)

## Апрель
- 27 апреля — Рудольф фон Брегенц — граф Брегенца, Кура и Нижней Реции (с 1097), фогт епископства Кур (с 1137).
- Беатриса II[нем.] — княгиня-аббатиса Кведлинбургского аббатства (1138—1160)

## Май
- 12 мая — Ота III Детлеб — князь Оломоуцкий (1140—1160)
- 18 мая — Эрик IX Святой — король Швеции (1156—1160), покровитель Стокгольма. Убит заговорщиками. Святой римско-католической церкви.
- 31 мая — Мехтильда Эдельштеттенская[нем.] — аббатиса, святая римско-католической церкви[1].

## Июнь
- 19 июня — Зиццо III Шварцбург — первый граф Шварцбург и первый граф Кефернбург (1123—1160), родоначальник Шварцбургского владетельного дома.
- 24 июня — Арнольд фон Селенхофен[англ.] — архиепископ Кёльна (1153—1160), убит горожанами

## Июль
- 6 июля или 7 июля — София фон Винценбург[нем.] — первая маркграфиня консорт Бранденбурга (1157—1160), жена Альбрехта Медведя
- 18 июля — Иоанн Многострадальный — монах Киево-Печерской лавры. Почитается в Православной церкви в лике преподобных
- Алуред[англ.] — епископ Вустера (1158—1160)

## Август
- Никлот — последний независимый князь бодричей (1129—1160) и родоначальник Мекленбургского дома. Погиб в бою.

## Октябрь
- 2 октября — Ибн Кузман — арабо-испанский андалузский поэт, развивший стиль Заджаль, оказавший влияние на раннюю провансальскую лирику, поэзию вагантов.
- 4 октября — Констанция Кастильская — королева Франции (1154—1160). Жена Людовика VII. Умерла при родах.

## Ноябрь
- 10 ноября — Майо из Бари — первый министр и фактический правитель Сицилийского королевства в 1154—1160 гг. при короле Вильгельме I Злом. Убит заговорщиками.

## Декабрь
- 13 декабря — Матильда Каринтийская — графиня-консорт Шампани и графиня-консорт Блуа (1123—1152), жена Тибо II. По другим источникам, умерла в 1161 году.

## Дата неизвестна или требует уточнения
- Абд аль-Васи Джабали — персидский поэт.
- Аль-Фаиз — халиф Фатимидского халифата (1154—1160).
- Афридун II — правитель государства Ширван.
- Бернард Сильвестр — французский философ-платоник, близкий к Шартрской школе.
- Бродар — скандинавско-гэльский король Дублина из династии Мак Торкайл (1148—1160).
- Вела Гутьеррес — леонский дворянин и майордом.
- Хасан Газнави[англ.] — персидский поэт
- Генрих Хантингдонский — средневековый английский историк, автор «Истории английского народа».
- Гонсало Фернандес де Траба — галисийский магнат и глава дома Траба (1155—1160).
- Гуго I де Руси — граф Руси (с 1103), сеньор Низи-ле-Конта и Севиньи.
- Джабир ибн Афлах — западноарабский математик и астроном, уроженец Севильи.
- Добронега-Людгарда — польская принцесса, маркграфиня Лужицкая по браку с Теодорихом I, маркграфом Лужицким.
- Елена Сковдская — шведская святая римско-католической церкви[2].
- Еразм Печерский — инок Киево-Печерского монастыря. Святой Русской церкви, почитается в лике преподобных.
- Жерве де Блуа — внебрачный сын короля Стефана Блуаского, настоятель Вестминстерского аббатства.
- Жеро III д’Арманьяк — граф д’Арманьяк (1110—1160), граф де Фезансак — (1119—1160) Окончательно воссоединил оба графства.
- Иоанн (Хуан) Испанец — основатель и аббат картезианского монастыря на Женевском озере, святой римско-католической церкви[3].
- Хью Кандид — английский хронист, монах-бенедиктинец из аббатства Св. Петра в Питерборо (Кембриджшир).
- Уильям Комин — англо-шотландский церковный и государственный деятель, канцлер Шотландии (1136—1141), епископ Дарема (1141—1143).
- Мадог ап Маредид — последний король Поуиса (1132—1160)
- Малик-шах III[англ.] — сельджукидский султан Ирака (1152—1153)
- Матье I де Монморанси — сеньор Монморанси (1131—1160), Коннетабль Франции (1138—1160), второй муж королевы Франции Аделаиды Савойской
- Минучихр III Великий — правитель государства Ширван из второй династии ширваншахов Кесранидов. (1120—1160), впервые окруживший город Баку мощными крепостными стенами.
- Пётр Ломбардский — католический богослов и философ-схоласт
- Примас Орлеанский — поэт-вагант XII века, самый ранний из известных по имени
- Раймонд де Пюи — первый великий магистр ордена госпитальеров (1120—1160)
- Райнерий Пизанский[англ.] — святой римско-католической церкви, главный покровитель Пизы[4].
- Роберт Кеттонский — английский теолог и арабист-переводчик.
- Роберт де Феррерс, 2-й граф Дерби — граф Дерби (1139—1160), основатель аббатства Мереваль
- Роберт Чичестерский[англ.] — епископ Эксетера (1155—1160)
- Роджер Эланский — основатель монастыря Элан в Арденнах, святой римско-католической церкви[5].
- Убальд из Губбио[англ.] — епископ Губбио (1129—1160), святой римско-католической церкви. Покровитель Губбио.
- Феодор Продром — византийский поэт и писатель.
- Уильям Фиц-Алан — англонормандский рыцарь, шериф Шропшира, участник гражданской войны в Англии 1135—1154 годов на стороне императрицы Матильды и основатель дворянского рода Фицаланов, впоследствии — графов Арундел, основатель монастыря Хомонд.
- Фридрих I — граф Ферреты и Альткирха (с 1105).
- Хосров-шах ибн Бахрам-шах — султан Газневидского государства (1157—1160).